# DJ Pandolfi
 DJ Pandolfi (Angelo Pandolfi) (Bergamo 1975.) olasz DJ és lemezproducer. Gigi D'Agostino egyik legígéretesebb felfedezettje. Media Records egyik label-je a NoiseMaker (amelyet Gigi D'Agostino vezet) jegyzi a megjelent lemezeinek nagy részét.

## Pályafutása
A zene iránti szeretete nagyon korán megnyilvánult. Édesanyja gyakran elvitte magával táncórákra, ahol zenélt időnként egy DJ és ő minden mozdulatát figyelemmel kísérte. Otthon szívesen utánozta a látott mozdulatokat. 12 évesen már elérte azt, hogy  leadják a mixeit egy helyi kis rádióban. A zene az idő haladtával egyre fontosabb lett számára, ezért megtette az első lépést, megvette az első komolyabb lemezjátszóját, ami a Technics SL-1200 volt. 2003 nyarán az összes nemzetközi rádió felfigyelt rá egy remixe kapcsán, amit Ken Lászlónak követett el. 2004-ben belépett a NoiseMaker kiadó csapatába, pillanatok alatt rivaldafénybe kerül Gigi D'Agostino személyének és egyértelmű támogatásának köszönhetően.

## Művésznevei
- Flutters
- Pan Project
- Ultramax
- Dance'N'Roll (Gigi és Pandolfi közös projektje.)
- Officina Emotiva (Pandolfi, Gigi Dag, Peroni, Luca Noise, Diana Jurca alkotják)

## Diszkográfia

### Kislemezek
- 2004 Gigi's Goodnight

### EP-k
- 2002 L'Amour Pour La Musique / NRG
- 2002 Dadadi
- 2005 Forever
- 2005 The kiss/Main title

### Remixek
- 2002 Mario Piu - Believe Me
- 2003 Ken Laszlo - Inside My Music
- 2003 Gigi D'Agostino - Bla Bla Bla

### Egyéb
(kiadott és kiadatlan dalok melyeket megismert a nagyközönség és fentebb a diszkográfiában nem olvasható)
- Dj Pandolfi - Decolla
- Dj Pandolfi vs Fabio m - Offset
- Dj Pandolfi presents Ultramax - Trabacando
- Dj Pandolfi - Hablando
- Dj Pandolfi - Movimento quotidiano
- Dj Pandolfi - Stay
- Sunbeam - Outside World (Dj Pandolfi Remix)
- Dj Pandolfi - Don't Stop
- Mattafix - Big City Life (Dj Pandolfi Trip)
- Gigi D'Agostino - Cuba Libre (Pandolfi mix)
- Dj Pandolfi - Dancefloor
- Club House feat. Carl - Nowhere Land (Gigi D´Agostino & Pandolfi Mix)
- Gigi D'Agostino - wellfare (gigi and pandolfi extended mix)
- Orchestra Maldestra - Carica Tremenda (Gigi & Pandolfi Trip)
- Gigi D'Agostino - The Rain [Gigi D'Agostino & Pandolfi Mix]
- Hotel Saint George - Un Angelo Blu [DJ Pandolfi Rmx 2006]
- Dj pandolfi - Ready To Touch
- Akcent - Buchet de trandafiri (Dj Pandolfi Mix)